# Simopelta paeminosa
Simopelta paeminosa är en myrart som beskrevs av Roy R. Snelling 1971. Simopelta paeminosa ingår i släktet Simopelta och familjen myror. Inga underarter finns listade i Catalogue of Life.